# Sigtuna Sankt Olofs distrikt
Sigtuna Sankt Olofs distrikt är ett distrikt i Sigtuna kommun och Stockholms län. 
Distriktet ligger öster om Sigtuna.

## Tidigare administrativ tillhörighet
Distriktet inrättades 2016 och utgörs av en del av området Sigtuna stad omfattade till 1971, delen som före 1948 utgjorde Sankt Olofs socken.
Området motsvarar den omfattning S:t Olofs församling hade vid årsskiftet 1999/2000.